# Thelymitra cyanea
Thelymitra cyanea es una orquídea perteneciente a la familia Orchidaceae que es endémica en Australia.

## Descripción
Es una orquídea de  mediano tamaño, que prefiere el clima fresco. Tiene hábito terrestre  con un tubérculo alargado, dando lugar a un tallo único, con hoja aguda,estrechamente lineal, basalmente juntando  dos pequeñas vainas agudas, acuminadas y bien separada por encima. Florece a finales de primavera hasta el verano en una inflorescencia terminal, erecta, de 40 cm de alto, con 1 a 5  flores.

## Distribución y hábito
Se encuentra en las zonas montañosas de Nueva Gales del Sur, Australia, Australia del Sur y Tasmania a una altitud  de 30 a 1500 metros en prados alpinos y sub turberas y en los bancos de arroyos.

## Taxonomía
Thelymitra cyanea fue descrita por (Lindl.) Benth. y publicado en Flora Australiensis: a description . . . 6: 323. 1873.
Etimología
Thelymitra: nombre genérico que deriva de las palabras griegas thely = (mujer) y mitra = (sombrero), refiriéndose a la forma de  la estructura del estaminodio o estambre estéril en la parte superior de la columna que es llamado mitra.
cyanea: epíteto latino que significa "de color azul".
Sinonimia
- Macdonaldia cyanea Lindl.
- Thelymitra uniflora Hook.f.
- Thelymitra venosa var. cedricsmithii Hatch
- Thelymitra venosa var. cyanea (Lindl.) Hatch	[6]